# غلوغاه (بابل)
غلوغاه (بالفارسية: گلوگاه) هي منطقة سكنية تقع في إيران في Bandpey-ye Sharqi District. يقدر عدد سكانها بـ 2,512 نسمة .